# Vu Vĩnh Ba
Vu Vĩnh Ba (sinh tháng 9 năm 1931) là Thượng tướng Quân Giải phóng Nhân dân Trung Quốc (PLA). Ông từng giữ chức Chủ nhiệm Tổng cục Chính trị PLA.

## Tiểu sử
Vu Vĩnh Ba là người Mãn, hậu duệ Chính Hoàng kỳ Mãn Châu, sinh tháng 9 năm 1931, người huyện Phục, tỉnh Liêu Ninh (nay là thành phố cấp huyện Ngõa Phòng Điếm, thành phố Đại Liên, tỉnh Liêu Ninh). Tháng 9 năm 1947, ông tham gia Liên quân Dân chủ Đông Bắc (sau tháng 1 năm 1948, đổi gọi là Quân Giải phóng Nhân dân Đông Bắc). Tháng 9 năm 1948, ông gia nhập Đảng Cộng sản Trung Quốc. Năm 1950, ông tham gia Chiến tranh Triều Tiên. Tháng 11 năm 1952, ông về nước. Năm 1953 đến năm 1954, ông học đội 1 nghiệp vụ tại Trường Cán bộ Chính trị số 4 PLA. Năm 1955, ông được phong quân hàm Thượng úy. Năm 1960, ông được thăng quân hàm Đại úy. Năm 1963, ông được thăng quân hàm Thiếu tá. Năm 1965, ông được bổ nhiệm làm Phó Chính ủy Trung đoàn 376 rồi Chính ủy Trung đoàn 376 thuộc Sư đoàn 126, Quân đoàn 42 Lục quân, Quân khu Quảng Châu. Năm 1968, ông được bổ nhiệm giữ chức Trưởng phòng Tuyên truyền, Cục Chính trị Quân đoàn 42 Lục quân. Năm 1969, ông được bổ nhiệm làm Phó Chính ủy kiêm Chủ nhiệm Chính trị Sư đoàn 126. Năm 1972, ông được bổ nhiệm giữ chức vụ Chính ủy Sư đoàn 126.
Năm 1979, ông được bổ nhiệm làm Chủ nhiệm Văn phòng Bộ Tư lệnh Quân khu Quảng Châu. Năm 1983, ông được bổ nhiệm giữ chức Chính ủy Quân đoàn 42 Lục quân. Năm 1985, ông được bổ nhiệm giữ chức Chủ nhiệm Chính trị Quân khu Nam Kinh. Tháng 12 năm 1989, ông được bổ nhiệm giữ chức Phó Chủ nhiệm Tổng cục Chính trị PLA.
Tháng 10 năm 1992, tại hội nghị toàn thể lần thứ nhất của Ban Chấp hành Trung ương Đảng Cộng sản Trung Quốc khóa XIV, ông được bầu làm Ủy viên Ủy ban Quân sự Trung ương Đảng Cộng sản Trung Quốc. Tháng 11 năm 1992, ông được bổ nhiệm giữ chức Chủ nhiệm Tổng cục Chính trị PLA. Tháng 3 năm 1993, tại hội nghị lần thứ nhất của Quốc hội khóa VIII, ông được bổ nhiệm làm Ủy viên Ủy ban Quân sự Trung ương Cộng hòa Nhân dân Trung Hoa.
Tháng 9 năm 1997, tại hội nghị toàn thể lần thứ nhất của Ban Chấp hành Trung ương Đảng Cộng sản Trung Quốc khóa XV, ông được bầu làm Ủy viên Ủy ban Quân sự Trung ương Đảng Cộng sản Trung Quốc. Tháng 3 năm 1998, tại hội nghị lần thứ nhất của Quốc hội khóa IX, ông được bầu làm Ủy viên Ủy ban Quân sự Trung ương Cộng hòa Nhân dân Trung Hoa.
Tháng 11 năm 2002, Từ Tài Hậu thay Vu Vĩnh Ba làm Chủ nhiệm mới của Tổng cục Chính trị PLA.
Ông là Ủy viên Ban Chấp hành Trung ương Đảng Cộng sản Trung Quốc khóa XIII, XIV, XV. Ông cũng là đại biểu Quốc hội khóa VIII (1993-1998), khóa IX (1998-2003).

## Lịch sử thụ phong quân hàm
| Quân hàm |             | Thượng tướng |  |  |  |  |  |  |  |  |  |
| Cấp bậc  | Trung tướng | Thượng tướng |  |  |  |  |  |  |  |  |  |
|          |             |              |  |  |  |  |  |  |  |  |  |